# Internationella basketförbundet
Internationella basketförbundet, Fédération Internationale de Basketball (Fiba), är basketsportens världsorganisation, grundad 1932. Fiba arrangerar bland annat VM i basket för herrar och för damer. Man har även som uppgift att utbilda domare, lära ut basketregler etc. Detta görs bland annat genom en rad olika tävlingar för klubbar och landslag. 
Fiba är uppdelat i fem olika zoner: Afrika, Amerika, Europa, Oceanien och Asien. Fiba Europe har sitt säte i München och arrangerar bland annat EM i basket för herrar, damer och Euroleague

## Historia
Fiba grundades i Genève den 18 juni 1932 av representanter Argentina, Grekland, Italien, Lettland, Portugal, Rumänien, Schweiz och Tjeckoslovakien. Det första namnet var Fédération Internationale de Basketball Amateur men 1989 ändrades namnet till nuvarande Fédération Internationale de Basketball, trots det nya namnet så har man kvar förkortningen Fiba. I början hette organisationen dock Fibb.
Tidigare hade basket på internationell nivå administrerats av International Amateur Athletic Federation (IAHF), som 1926 bildade en kommission för andra sporter som huvudsakligen spelas med handen, som handboll, volleyboll och basket. Då International Amateur Handball Federation bildades av representanter för 10 länder på ett möte i Amsterdam den 4 augusti 1928. Fastän IAHF:s tekniska kommission för basketboll bildades för att styra sporten, hade de aldrig något möte. Sex år senare avskaffades den, och den 1 september 1934 övergav den sin internationella kontroll över basket till International Basketball Federation (Fibb).
Mot slutet av 1934 hade Belgien, Egypten, Estland, Frankrike, Tyskland, Polen, Spanien, USA och Österrike gått med, vilket betydde 17 medlemmar. Vid de olympiska sommarspelen 1936 i Berlin var medlemsantalet 32, av vilka 23 deltog i OS-turneringen.
IOK erkände basket den 28 februari 1935.
Fiba har organiserat basket-VM för herrar sedan 1950 och för damer sedan 1953. Båda tävlingarna hålls var fjärde år. Numera anordnas herr-VM och dam-VM samma år, och VM-åren infaller samtidigt som VM i fotboll.
Från grundandet 1932 låg huvudkontoret i Genève, innan det 1940 flyttades till Bern. Från Bern flyttades det sedan till München 1956, men flyttade tillbaka till Genève år 2002. Ett nytt huvudkontor för Fiba håller på att byggas cirka 25 kilometer norr om Genève, i Nyon, Schweiz.
Sedan 1989 är Fiba indelat i fem zoner: Fiba Africa, Fiba Americas, Fiba Asia, Fiba Europe och Fiba Oceania.
Den 8 april 1989 samlades Fiba för möte i München, där man med röstsiffrorna 56–13 beslöt att öppna sina landslagstävlingar, som tidigare bara var något för amatörer, även för proffs. Detta gjorde att till exempel NBA-spelare numera kan delta. Vid de 1992 års olympiska tävlingar i Barcelona vann USA herrturneringen med ett lag som bestod av elva spelare som för tillfället spelade för NBA-klubbar och en spelare som till vardags spelade för ett collegelag.

## Medlemmar
- Afghanistan
- Albanien
- Algeriet
- Amerikanska Jungfruöarna
- Amerikanska Samoa
- Andorra
- Angola
- Antigua och Barbuda
- Argentina
- Armenien
- Aruba
- Australien
- Azerbajdzjan
- Bahamas
- Bahrain
- Bangladesh
- Barbados
- Belarus
- Belgien
- Belize
- Benin
- Bermuda
- Bhutan
- Bolivia
- Bosnien och Hercegovina
- Botswana
- Brasilien
- Brittiska Jungfruöarna
- Brunei
- Bulgarien
- Burkina Faso
- Burundi
- Caymanöarna
- Centralafrikanska republiken
- Chile
- Colombia
- Cooköarna
- Costa Rica
- Cypern
- Danmark
- Djibouti
- Dominica
- Dominikanska republiken
- Ecuador
- Egypten
- Ekvatorialguinea
- El Salvador
- Elfenbenskusten
- Eritrea
- Estland
- Etiopien
- Fiji
- Filippinerna
- Finland
- Frankrike
- Förenade arabemiraten
- Gabon
- Gambia
- Georgien
- Ghana
- Gibraltar
- Grekland
- Grenada
- Guam
- Guatemala
- Guinea
- Guinea-Bissau
- Guyana
- Haiti
- Honduras
- Hongkong
- Indien
- Indonesien
- Irak
- Iran
- Irland
- Island
- Israel
- Italien
- Jamaica
- Japan
- Jemen
- Jordanien
- Kambodja
- Kamerun
- Kanada
- Kap Verde
- Kazakstan
- Kenya
- Kina
- Kinesiska Taipei
- Kirgizistan
- Kiribati
- Komorerna
- Kongo-Brazzaville
- Kongo-Kinshasa
- Kosovo
- Kroatien
- Kuba
- Kuwait
- Laos
- Lesotho
- Lettland
- Libanon
- Liberia
- Libyen
- Litauen
- Luxemburg
- Macao
- Madagaskar
- Malawi
- Malaysia
- Maldiverna
- Mali
- Malta
- Marocko
- Marshallöarna
- Mauretanien
- Mauritius
- Mexiko
- Mikronesien
- Moçambique
- Moldavien
- Monaco
- Mongoliet
- Montenegro
- Montserrat
- Myanmar
- Namibia
- Nauru
- Nederländerna
- Nepal
- Nicaragua
- Niger
- Nigeria
- Nordkorea
- Nordmakedonien
- Nordmarianerna
- Norfolkön
- Norge
- Nya Kaledonien
- Nya Zeeland
- Oman
- Pakistan
- Palau
- Palestina
- Panama
- Papua Nya Guinea
- Paraguay
- Peru
- Polen
- Portugal
- Puerto Rico
- Qatar
- Rumänien
- Ryssland
- Rwanda
- Saint Kitts och Nevis
- Saint Lucia
- Saint Vincent och Grenadinerna
- Salomonöarna
- Samoa
- San Marino
- São Tomé och Príncipe
- Saudiarabien
- Schweiz
- Senegal
- Serbien
- Seychellerna
- Sierra Leone
- Singapore
- Slovakien
- Slovenien
- Somalia
- Spanien
- Sri Lanka
- Storbritannien
- Sudan
- Surinam
- Sverige
- Swaziland
- Sydafrika
- Sydkorea
- Sydsudan
- Syrien
- Tadzjikistan
- Tahiti
- Tanzania
- Tchad
- Thailand
- Tjeckien
- Togo
- Tonga
- Trinidad och Tobago
- Tunisien
- Turkiet
- Turkmenistan
- Turks- och Caicosöarna
- Tuvalu
- Tyskland
- Uganda
- Ukraina
- Ungern
- Uruguay
- USA
- Uzbekistan
- Vanuatu
- Venezuela
- Vietnam
- Zambia
- Zimbabwe
- Österrike
- Östtimor